# Ophiomyia ingens
Ophiomyia ingens este o specie de muște din genul Ophiomyia, familia Agromyzidae, descrisă de Spencer în anul 1962.
Este endemică în Myanmar. Conform Catalogue of Life specia Ophiomyia ingens nu are subspecii cunoscute.